# Georg Andreas Dendler
Georg Andreas Dendler, Szinnyeinél Dendler György András (Nagyszeben, 1776. február 21. – Drezda, 1849 áprilisa) evangélikus lelkész.

## Élete
Miután 1798-ban megkezdett tanulmányait befejezte a jénai egyetemen, Knobelsdorf báró konstantinápolyi porosz követ házában három évig nevelősködött. Visszatérvén hazájába, gimnáziumi tanár és 1807-ben lelkész lett Nagyszebenben. 1811. március 9-én holcmányi, 1830. január 20-án nagycsűri lelkésznek hívták meg.
1842-ben meggyengült hallásának gyógyítására Karlsbadba s Drezdába utazott, de nem járt sikerrel, majd 1849. áprilisban meghalt. A nagyszebeni káptalani özvegyek és árvák nyugdíjalapjára 4000 forintot hagyott.

## Munkái
Testaceorum, petrificatorum, crustaceorum et coralliorum musei gymn. Cib. aug. conf. Index systematicus. Cibinii, 1804.